# Teodor IV (ormiański patriarcha Jerozolimy)
Teodor IV (ur. ?, zm. ?) – w latach 1668–1670 ormiański Patriarcha Jerozolimy.